# Santa Martha, San Luis Potosí
Santa Martha är en ort i Mexiko.   Den ligger i kommunen Tamuín och delstaten San Luis Potosí, i den centrala delen av landet, 300 km norr om huvudstaden Mexico City. Santa Martha ligger 95 meter över havet och antalet invånare är 2 374.
Terrängen runt Santa Martha är huvudsakligen platt. Santa Martha ligger uppe på en höjd. Runt Santa Martha är det ganska glesbefolkat, med 43 invånare per kvadratkilometer. Närmaste större samhälle är Ponciano Arriaga, 14,9 km sydost om Santa Martha. Omgivningarna runt Santa Martha är en mosaik av jordbruksmark och naturlig växtlighet.